# Chalaines
Chalaines település Franciaországban, Meuse megyében. Lakosainak száma 304 fő (2022. január 1.). Chalaines Gibeaumeix, Neuville-lès-Vaucouleurs, Rigny-la-Salle, Rigny-Saint-Martin, Sepvigny és Vaucouleurs községekkel határos.

## Népesség
A település népességének változása:
| Lakosok száma | 292  | 281  | 291  | 318  | 326  | 329  | 318  | 312  | 310  | 304  |
|               | 1968 | 1982 | 1990 | 2006 | 2013 | 2015 | 2017 | 2019 | 2020 | 2022 |